# 上党关遗址
上党关遗址，位于山西省长治市屯留区丰宜镇黑家口村摩诃岭之颠，是中华人民共和国山西省文物保护单位之一。
2021年8月4日，上党关遗址公布为第六批山西省文物保护单位，古遗址类，编号6-17，年代为战国、明至清。